# Château de Blandy-les-Tours
Le château de Blandy-les-Tours est un château fort situé dans la commune de Blandy-les-Tours dans le département de Seine-et-Marne, à 70 km de Paris, et non loin du château de Vaux-le-Vicomte. Cet édifice fut construit entre le XIIIe et la seconde moitié du XIVe siècle.
Du simple manoir fortifié au château fort de la guerre de Cent Ans, du château résidentiel à la Ferme des Tours, le château de Blandy-les-Tours a connu une longue histoire et a été la propriété de familles prestigieuses.
Acquis en 1992 par le conseil départemental de Seine-et-Marne, il a fait l'objet de campagnes de restaurations et de fouilles archéologiques jusqu'à sa réouverture en 2007.
Ce château engage désormais un dialogue permanent entre patrimoine et création artistique.

## Historique

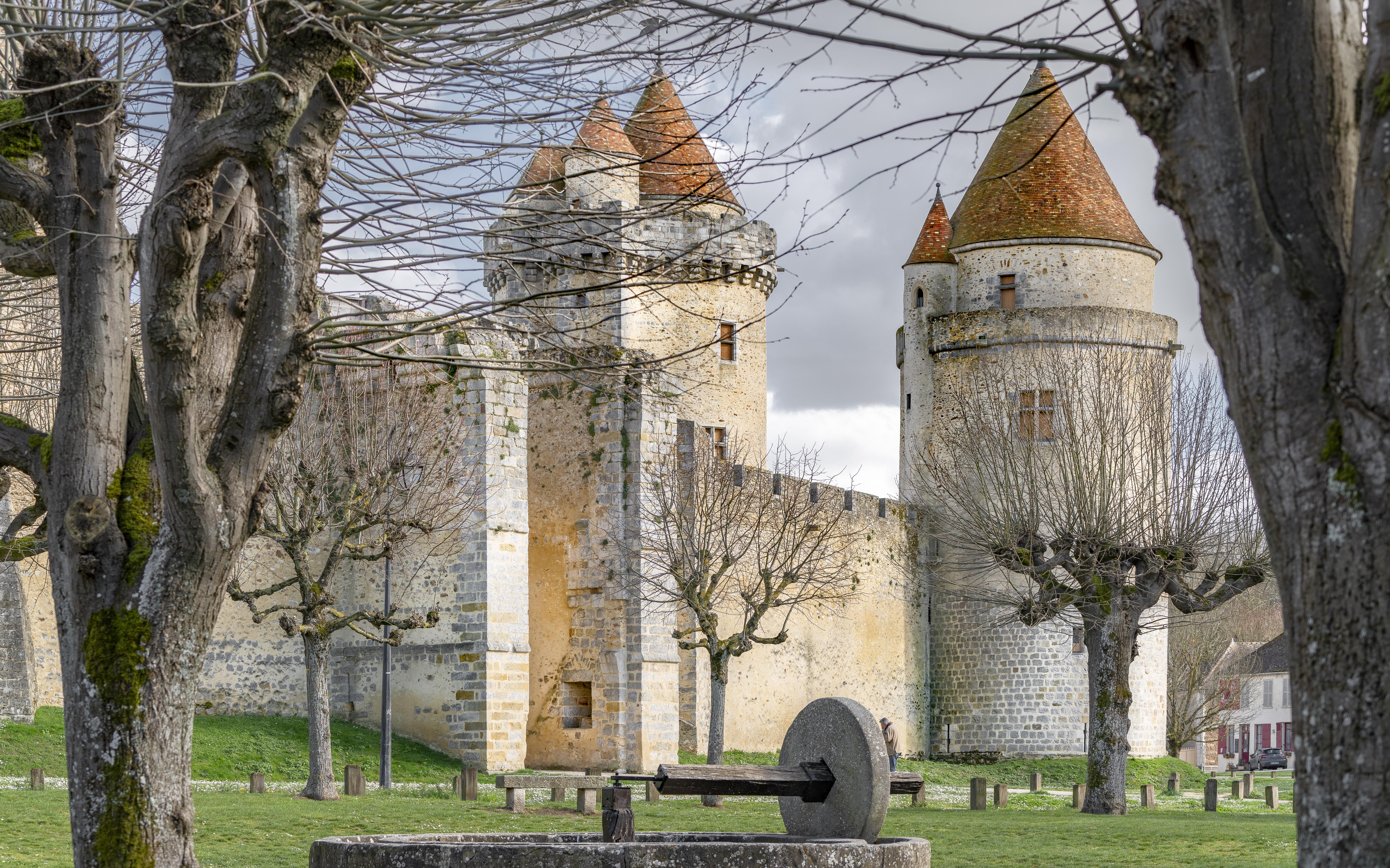
Château-Fort.

### Historique du château

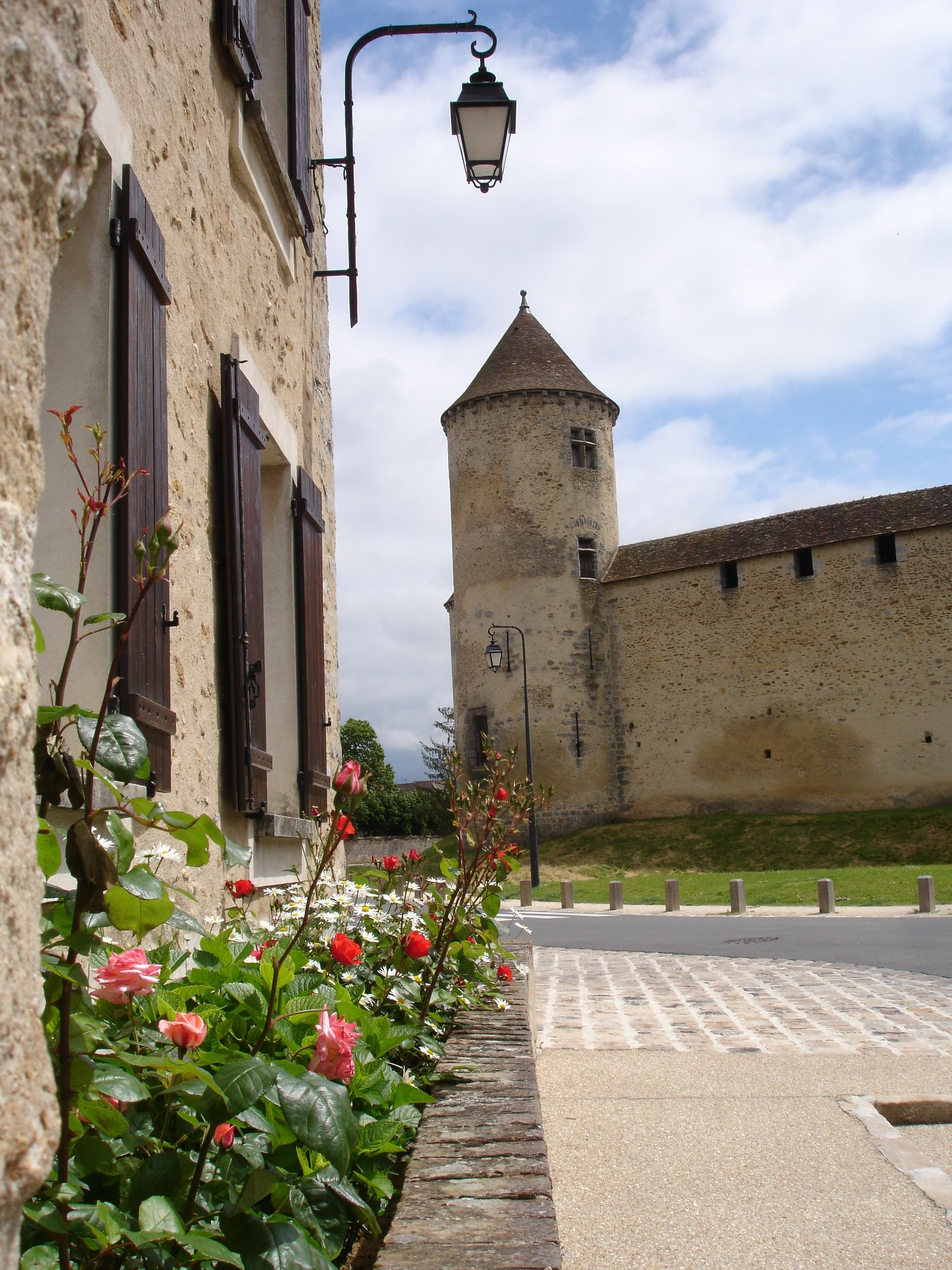
Tour nord du château.

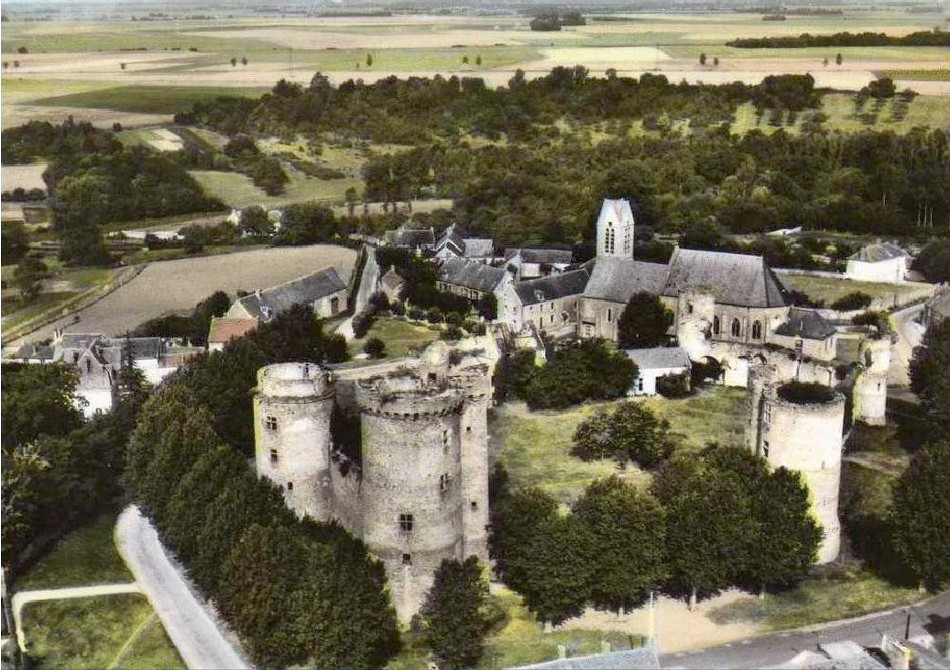
Le château au début du XXe siècle.

#### Contexte et création
À l’aube du XIe siècle et sous la nouvelle dynastie des Capétiens, le pouvoir royal est très affaibli. À partir de 1016, le comté de Melun où se situe Blandy, appartient au domaine royal. Mais celui-ci reste exigu et ne couvre que de façon discontinue le bassin parisien. En effet, le territoire s’émiette entre les ducs et les comtes qui font construire des châteaux sur leur terre comme symbole de leur domination.
Parce qu’il est situé à la frontière avec le comté de Champagne, le comté de Melun est une position stratégique de premier ordre, et c’est pour cette raison que le roi y place des représentants de son pouvoir, nommés les « vicomtes de Melun ».
Les vicomtes Guillaume II et Adam III de Melun, descendants directs d’Adam II de Melun, compagnon d’armes de Philippe Auguste à Bouvines, seraient les bâtisseurs du château dès 1220.
Ce premier édifice se réduit à un manoir fortifié et une enceinte irrégulière, flanqué de plusieurs tours : la tour Carrée (tour-porte), et de deux tours circulaires, la tour Nord, la tour de Justice, et la tour maîtresse (premier donjon).

#### Château fort
Au XIVe siècle, pendant la guerre de Cent Ans et grâce à des mandements successifs des rois Charles V et Charles VI, les comtes de Tancarville Jean II et Guillaume IV réalisent les aménagements du château-fort. Les subventions royales accordées par ces mandements à partir de 1370 sont très élevées. Le château est fortement modifié avec de nouvelles fortifications et structures de défense : le fossé est agrandi, une nouvelle tour-porte avec pont-levis à flèche est percée dans le mur d’enceinte, trois grosses tours rondes sont édifiées (la tour des Gardes, le nouveau donjon, la tour des Archives), un chemin de ronde est construit en haut des courtines.
Pendant deux siècles et demi après la guerre de Cent Ans, le château appartient aux plus illustres familles du royaume : le patrimoine des Tancarville passe aux familles d'Orléans-Longueville, de Bourbon-Soissons, de Savoie, de Nemours.
La résidence est aménagée au goût de l'époque : galerie, aménagements de confort, décoration des logis, jardin d'agrément. Mais le tracé de l'enceinte n'évolue pas de façon significative.
La galerie s'adossait à la muraille est. Des arcades au rez-de-chaussée accueillait écuries, remise et jeu de paume. L'étage était occupé par une longue galerie. Il ne reste presque rien de cette construction du XVIe siècle.
Un nouveau corps de logis est édifié à la même époque, sous la forme de deux gros pavillons.
À la fin du XVIIe siècle, une description du château indique qu'un manque d'entretien a entraîné son délabrement.

#### Dégradation
Le XVIIIe siècle marque un tournant majeur dans l’histoire de Blandy cristallisé autour d’un personnage : le maréchal Claude Louis Hector de Villars (1652-1734). Ce dernier, élevé au rang de duc en 1705 et devant acquérir des terres pour légitimer l’accès à son nouveau rang, achète à l’héritier de la duchesse de Nemours le comté de Melun et la seigneurie de Blandy. Son nouveau titre est alors attaché aux terres de Vaux-le-Vicomte, dont il acquiert le château la même année.
Du symbole d’une puissance féodale héréditaire installée depuis le Moyen Âge, Blandy devint une demeure inutile et coûteuse qui portait même ombrage par son ancienneté à l’identité nouvelle et voisine du maréchal. Dès 1707, le Maréchal transforme le château de Blandy en une simple ferme agricole. De nombreux bâtiments intérieurs sont modifiés ou détruits pour satisfaire cette nouvelle fonction. Aussi, il fait retirer les toitures des tours du château, éventrer la porte d’entrée et combler le fossé. Cependant, et malgré ces multiples transformations, on remarque une volonté de conservation : la vente des pierres aurait pu rapporter beaucoup au Maréchal de Villard, décrit à son époque comme un personnage pingre.
L’édifice sera petit à petit abandonné et ses fortes détériorations vont le conduire dans un état de ruine avancée. Néanmoins, ce changement radical de fonction a permis de sauvegarder l’édifice pendant la période révolutionnaire. À l’inverse de nombreux biens aristocratiques, le château n’est pas vendu comme bien national et démantelé tant par sa silhouette et sa vocation dépourvue de tout signe de féodalité.
C’est à la fin du XIXe siècle qu’il entame sa plus grande période de destruction. Racheté au comte de Choiseul-Praslin par la commune en 1883, il fut classé en 1889 au titre de monuments historiques. Le classement à cette époque souligne la volonté de conserver l’édifice et démontre également une volonté didactique. Cependant, les logis seigneuriaux ne semblant pas dater de l’époque médiévale ont été détruits dans les années 1880 car ils menaçaient de s’écrouler et dévalorisaient l’ensemble de la forteresse. Les traces des aménagements médiévaux disparurent alors, réduisant le château fort à sa seule carcasse défensive.

#### Rénovation
L’ensemble de l’édifice est resté dans cet état de ruine jusqu’à susciter l’intérêt de bénévoles dans les années 1980. Un projet de restauration est élaboré en 1986. Le rachat du château au franc symbolique par le Conseil départemental de Seine-et-Marne en 1992 va permettre la mise en œuvre de ce projet dirigé par Jacques Moulin, architecte en chef des monuments historiques.

« De manière à respecter les principales étapes historiques du monument, le projet de restauration rassemblait plusieurs objectifs différents. Le premier d’entre eux consistait à dégager et à remettre en état les structures médiévales de l’enceinte. […] Cependant, pour ne pas réduire le château à des dispositions médiévales dont beaucoup restaient incertaines, les toitures des tours et les fossés ont été restitués dans l’état où ils pouvaient l’être à la fin du XVIe siècle. […] En dernier lieu, les parapets du chemin de ronde qui n’étaient pas connus avec exactitude ont été conservés dans un état semi-ruiné, rappelant le souvenir des 250 ans d’abandon que le château avait connus. »

— Jacques Moulin, Architecte en chef des Monuments historiques
Depuis son inauguration en 2007, de nombreux visiteurs gravissent les marches du donjon, arpentent le chemin de ronde des courtines, admirent les innombrables teintes de lumières qui rayonnent sur les remparts.
Depuis 2008, tous les dimanches après-midi d’avril à octobre (interruption en août), les visiteurs peuvent découvrir de petites formes de théâtre forain, musiques, performances chorégraphiques et théâtrales, cirque, arts de la rue et arts numériques qui investissent la salle de l’auditoire ou la cour du château fort de Blandy.
La programmation des Dimanches de Blandy joue un dialogue entre le patrimoine et la création contemporaine. Elle se place sous le signe de l'hospitalité, en invitant des artistes venus des horizons les plus divers… Le calendrier de la saison culturelle est ponctué par des événements majeurs :
- la Randonnée des 3 châteaux ;
- le festival festif et pluridisciplinaire FETNAT - performances artistiques et numériques ;
- le May médiéval (biennale) ;
- les Journées Européennes du Patrimoine ;
- le festival jeune public Pains d’Épices et papillotes ;
- les Créneaux de la nuit (Ciné en plein air) ;
- le festival Visites insolites ;
- Blandy Art Tour(s) : chaque été de 2008 à 2013, le château de Blandy a accueilli six expositions monographiques d'artistes contemporains internationaux[6].

De plus, chaque année des artistes viennent en résidence au château le temps de créer et partager une étape de travail ou la réalisation finale de leur création inspirée par le lieu.
L’ensemble de cette programmation fait de Blandy une forteresse résolument tournée vers l’avenir et la création.

### Blandy aux origines du protestantisme
Le château de Blandy-les-Tours constitue, aujourd'hui, un lieu de mémoire du protestantisme en France. Au XVIe siècle, le château, au propre par ses fortifications comme au figuré, est un bastion de l'esprit réformé. Pour mieux dire, il forme une enclave au cœur du pays briard. Comment expliquer cette singularité ? Elle doit son existence à la rencontre de deux phénomènes distincts : l'émergence, dans le diocèse de Meaux, des tout  premiers courants réformés français de l'Histoire et le maintien d'intérêts patrimoniaux des seigneurs de Blandy.
Dans la vicomté de Melun, les seigneurs de Blandy règlent le devenir de leur famille par des alliances. Membre de la famille royale et petit-fils de Dunois, le compagnon d'armes de Jeanne d'Arc, Louis Ier d'Orléans-Longueville se marie avec Jeanne de Hochberg, marquise de Rothelin en Brisgau dans le sud de Bade. La famille de la marquise de Hochberg conclut cette alliance pour des raisons patrimoniales car elle possède quelques terres dans le duché de Bourgogne ainsi que le comté de Neuchâtel en Suisse. Les Hochberg ont toujours entretenu des alliances avec ce vaste duché afin d'y maintenir leurs fragiles possessions, d'abord avec Charles le Téméraire, dernier duc de Bourgogne, puis avec Louis XI lorsque celui-ci incorpore le duché à la couronne de France. Le mariage de Jeanne de Hochberg avec un Orléans-Longueville participe de cette politique matrimoniale. Il s'agit, en effet, de s'allier la maison royale de France, nouvelle propriétaire du duché, en contractant un mariage avec un prince du sang issu de cette Maison. De ce mariage naissent trois garçons dont les deux premiers meurent jeunes. Le dernier de la fratrie, François d'Orléans-Longueville, se marie en 1536 à Jacqueline de Rohan. À la mort de ce dernier, la Confédération suisse tente de soustraire la principauté de Neuchâtel de l'héritage familial. Curatrice de son fils Léonor, Jacqueline de Rohan se rend en Suisse pour faire valoir ses droits. C'est là-bas, vers la fin des années 1550, au contact des réformateurs Guillaume Farel et de son disciple Jean Calvin, qu'elle embrasse la religion réformée. Jacqueline de Rohan fait alors du château de Blandy un refuge protestant sans toutefois que les habitants du village soient obligés de changer de religion. Durant la première guerre civile, consécutive à la provocation du massacre de Wassy, Coligny rallie à Meaux la première « prise d'armes » du prince Louis Ier de Condé qui prendra Orléans par surprise. Beaucoup de Huguenots trouvent alors refuge, malgré les dangers, au château de Blandy. Une lettre de Calvin, datée de 1563, lui rend honneur :

« Vous n'avez jamais eu honte ni crainte de vous avouer du troupeau de Jésus-Christ, même que votre maison a été un hôpital pour recevoir les pauvres brebis dispersées. L'humanité que vous avez exercée envers ceux qui étaient affligés pour le nom de Dieu lui a été un sacrifice agréable. »

Lors du mariage de la princesse Marie de Clèves (personnage distinct de La Princesse de Clèves) avec Henri Ier de Bourbon, deuxième prince de Condé, en août 1572, Blandy réunit la fine fleur de l'aristocratie huguenote parmi laquelle se trouvent le jeune prince Henri de Navarre, futur Henri IV, ou encore l'amiral de Coligny. C'est cette même cour qui, quelques semaines plus tard, est conviée à Paris au mariage d'Henri de Navarre avec Marguerite de Valois, cette cour encore qui périt presque entièrement pendant le massacre de la Saint-Barthélemy. La fille de Jacqueline de Rohan, Françoise d'Orléans, fait, elle aussi, un mariage protestant en épousant Louis Ier de Bourbon, prince de Condé et duc d'Enghien, le chef du parti calviniste, mais abjure la foi réformée après la nuit du 24 au 25 août 1572.

## La vie au château

### Vie au château
Les sources renseignant sur des aspects de la vie quotidienne dans les châteaux ne sont pas si nombreuses pour qu'elles puissent être négligées. La découverte fortuite, lors de travaux, de deux fosses de latrines de 7 à 9 m3 localisées à proximité de la tour Carrée, sous la « salle de l'Auditoire », contre la courtine, est donc de ce point de vue particulièrement intéressante.
Édifiées en moellons de meulière et de grès, liés de sable et de chaux, les fosses de latrines sont voûtées et séparées par un mur de 0,3 mètre d'épaisseur. Les sièges de latrines étaient de grosses dalles de grès situées au-dessus. Les fouilles archéologiques menées en 1996 et 1998 ont apporté de nombreuses informations sur la vie quotidienne au château. Des analyses carpologiques, parasitologiques, palynologique, micromorphologiques, archéozoologiques ont été menées outre l'étude des objets en terre cuite, métal, verre, pierre et os. Cette conjonction d'axes de recherches est alors particulièrement rare et reste encore peu fréquente. Les fosses ont été comblées entre la fin du XIVe siècle et la première moitié du XVIe siècle par les rejets d'excréments ainsi que par une utilisation concomitante en tant que dépotoir. Des éléments de destruction d'un bâtiment ont été rejetés dans les fosses dans la seconde moitié du XVIe siècle.
Les études mettent en évidence une alimentation choisie, typique d'une classe sociale privilégiée. La céréale la plus consommée est le froment. Il sert à l'élaboration de pains, de bouillies, de gruaux, de potages et de brouets. Le seigle a également été relevé ainsi que l'avoine et l'orge qui sont sans doute à mettre en relation avec l'alimentation des chevaux et des chiens. Le pourpier fut sans doute utilisé en tant que légume. La table est garnie de fruits préparés ou consommés frais tels que les fraises et le raisin, les framboises, mûres, figues, pommes, le sureau, la prune et la cerise, peut-être le coing et la sorbe. Des fruits à coque, noix et noisettes, sont attestés. Les plats étaient majoritairement parfumés au fenouil, plus rarement d'aneth ou de céleri. La moutarde blanche épiçait le tout. Le genévrier fut employé en tant qu'aromate ou pour ses vertus diurétiques et le myrte en tant qu'épice ou comme liqueur. Le miel et la bière furent probablement consommés.
L'alimentation carnée est essentiellement tournée vers le bœuf, dans une moindre mesure le porc et les caprinés. Les animaux consommés ont été élevés pour leur viande, aucun n'a été abattu pour cause de vieillesse. La part du gibier est particulièrement réduite même si elle concerne le sanglier, le cerf, de jeunes chevreuils et le lièvre. A contrario, le poisson est particulièrement abondant : espèces marines apprêtées pour la conserve au sein desquelles abonde le hareng ; espèces d'eau douce locales parmi lesquelles se retrouvent les anguilles, brochets et perches. Le gibier représente toutefois 17 % et 40 % de la faune consommée à la fin du Moyen Âge.
Une pratique hygiénique a pu être mise en évidence, celle de jonchées d'herbes de prairies, certaines odorantes et spécifiquement cultivées à cette fin, jetées sur les sols ou dans les latrines à des fins d'assainissement.
La céramique mise au jour dans les latrines est avant tout utilitaire et produite dans les environs de Paris : de la vaisselle de table (pichets, godet, coupelle, biberon, etc.) ou de transport (gourdes), de la vaisselle de cuisine (coquemars, marmites, écrémeuses, etc.), des objets domestiques tels qu'une lampe à huile, une chaufferette, de possibles éléments de céramique de poêle, une albarelle, une sorte de flacon pharmaceutique. Des verres à boire de grande qualité complètent le service de table.
Le mobilier métallique concerne avant tout l'habillement, certaines pièces ayant pu être perdues lors de l'usage des latrines. Le reste du mobilier est essentiellement relatif à la serrurerie et à l'ameublement en bois, mais il se retrouve aussi des objets appartenant à la cuisine - des couteaux - ou au harnachement des chevaux - fer à cheval, étrier, boucle. Quelques fragments de verre à vitre parfois colorés et figurants des motifs géométriques ou végétaux sont signalés.

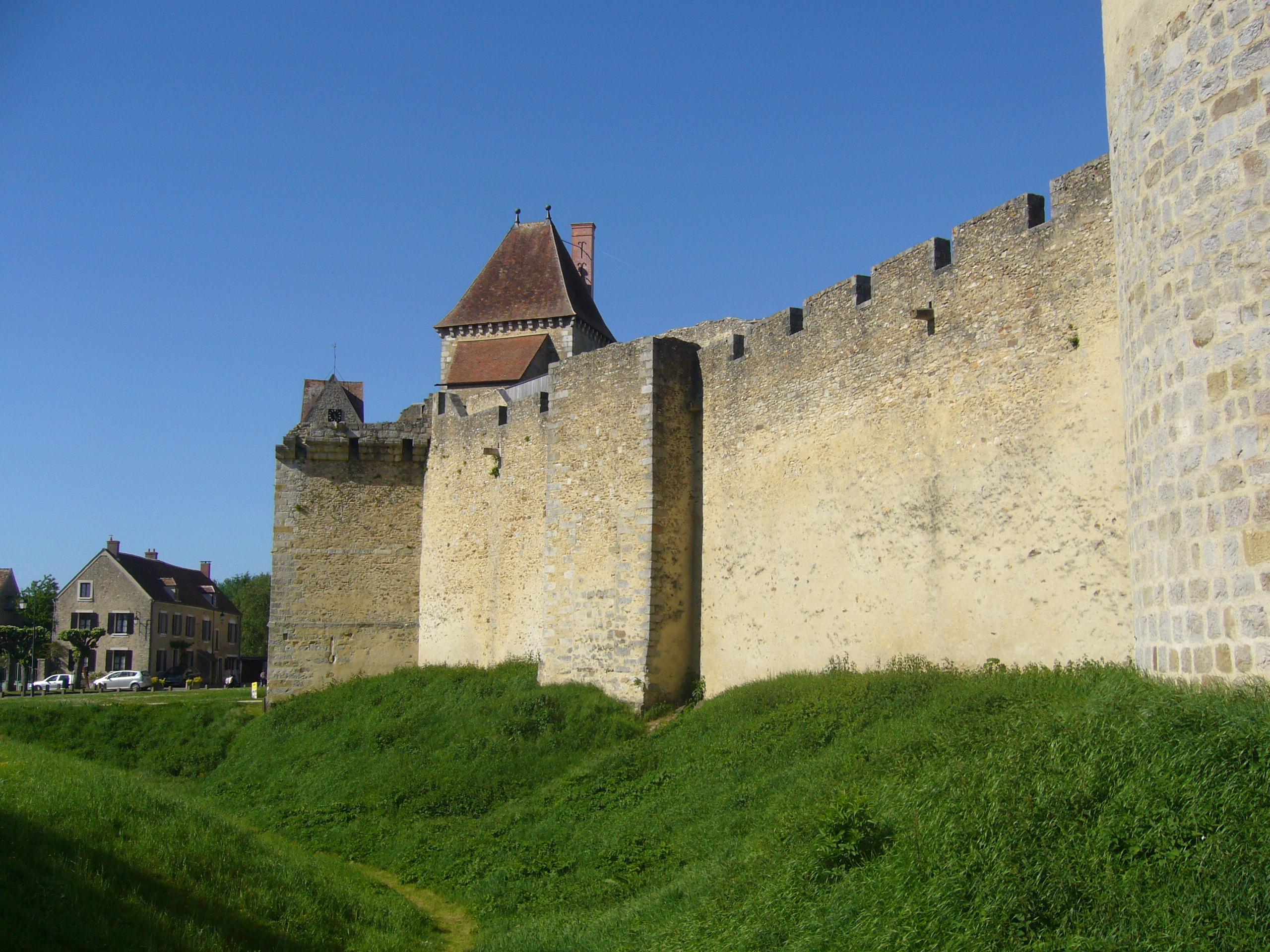
Remparts sud du château, 2015.
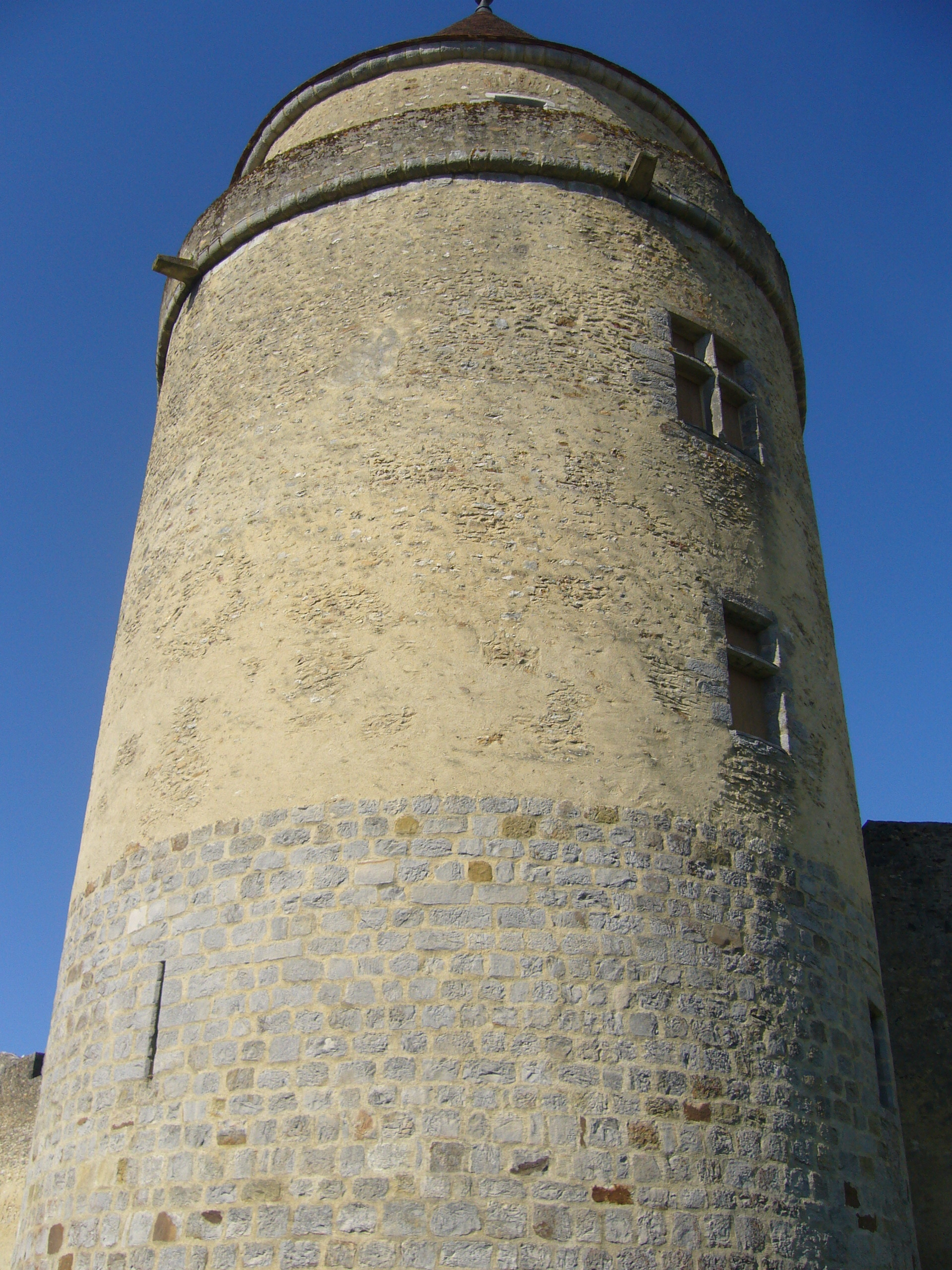
Tour sud, 2015.
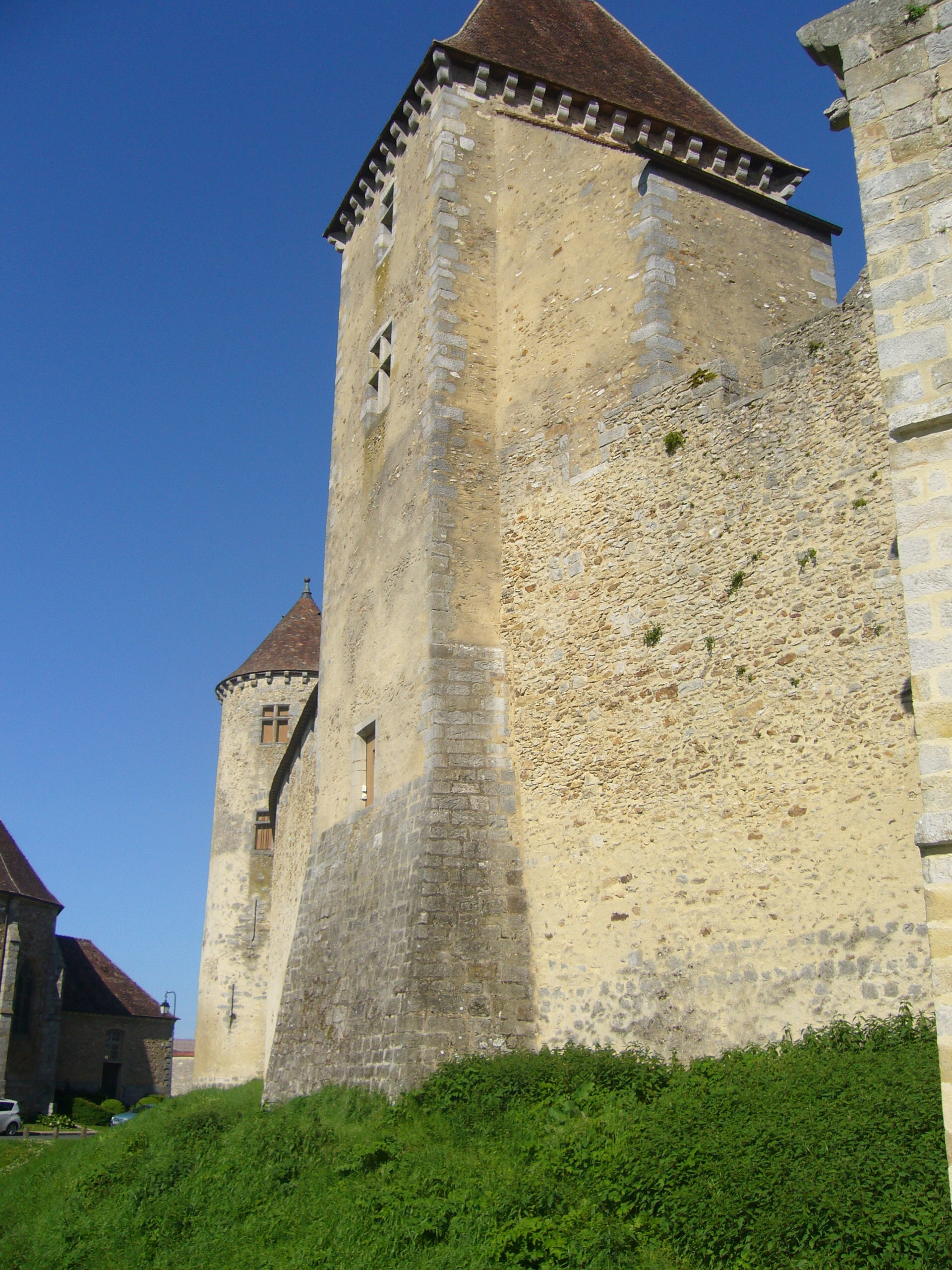
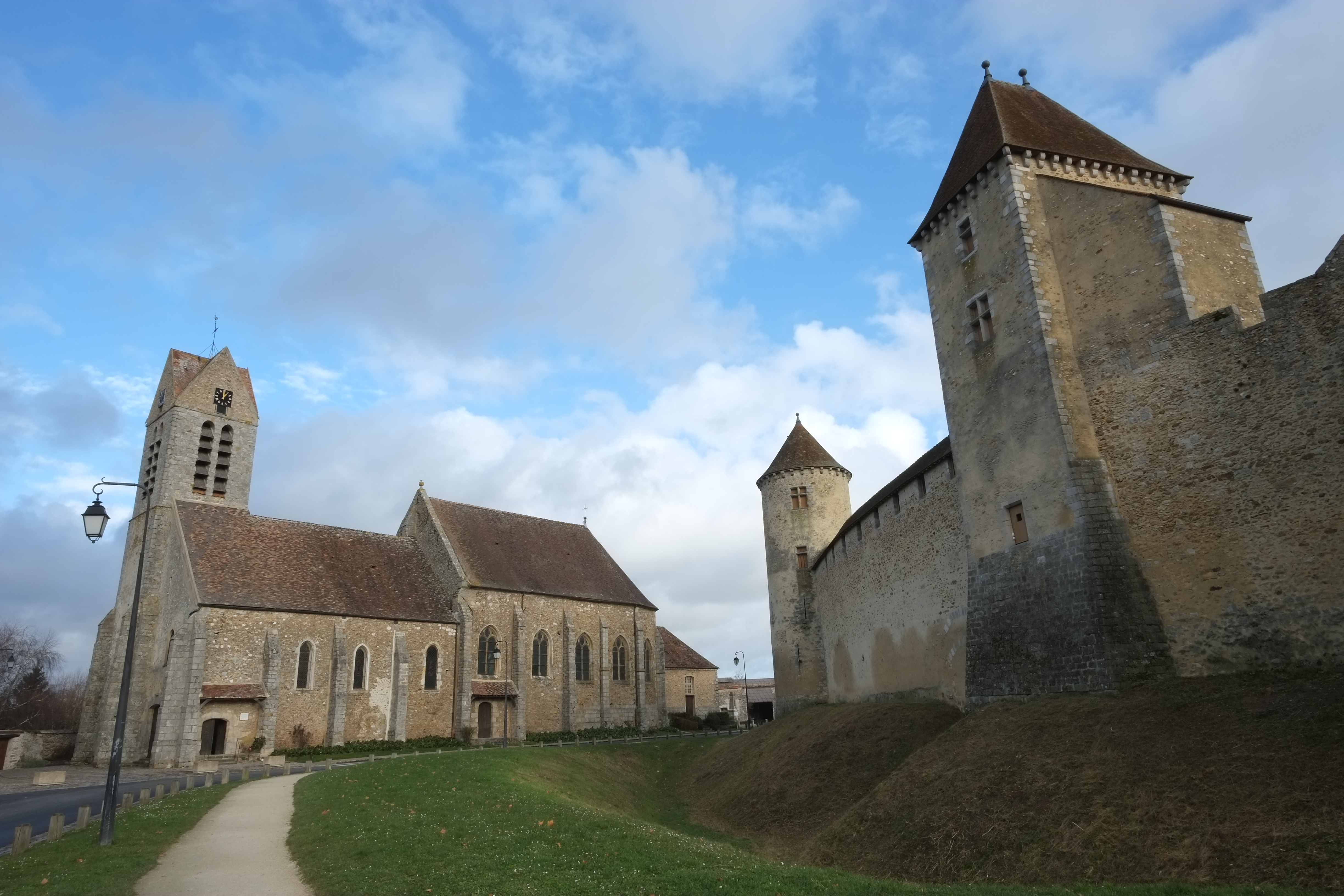
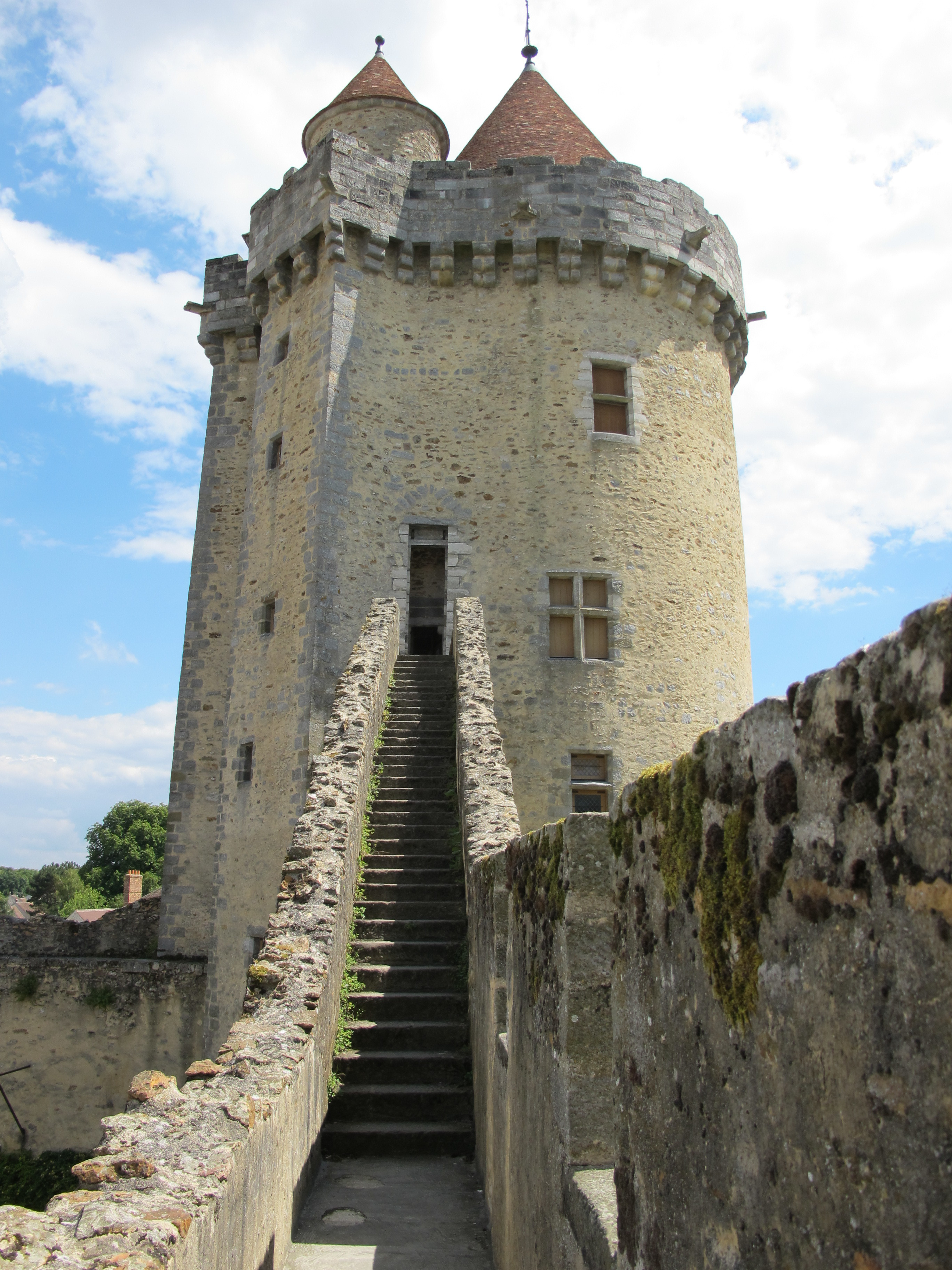
Tour ronde et donjon, 2015.
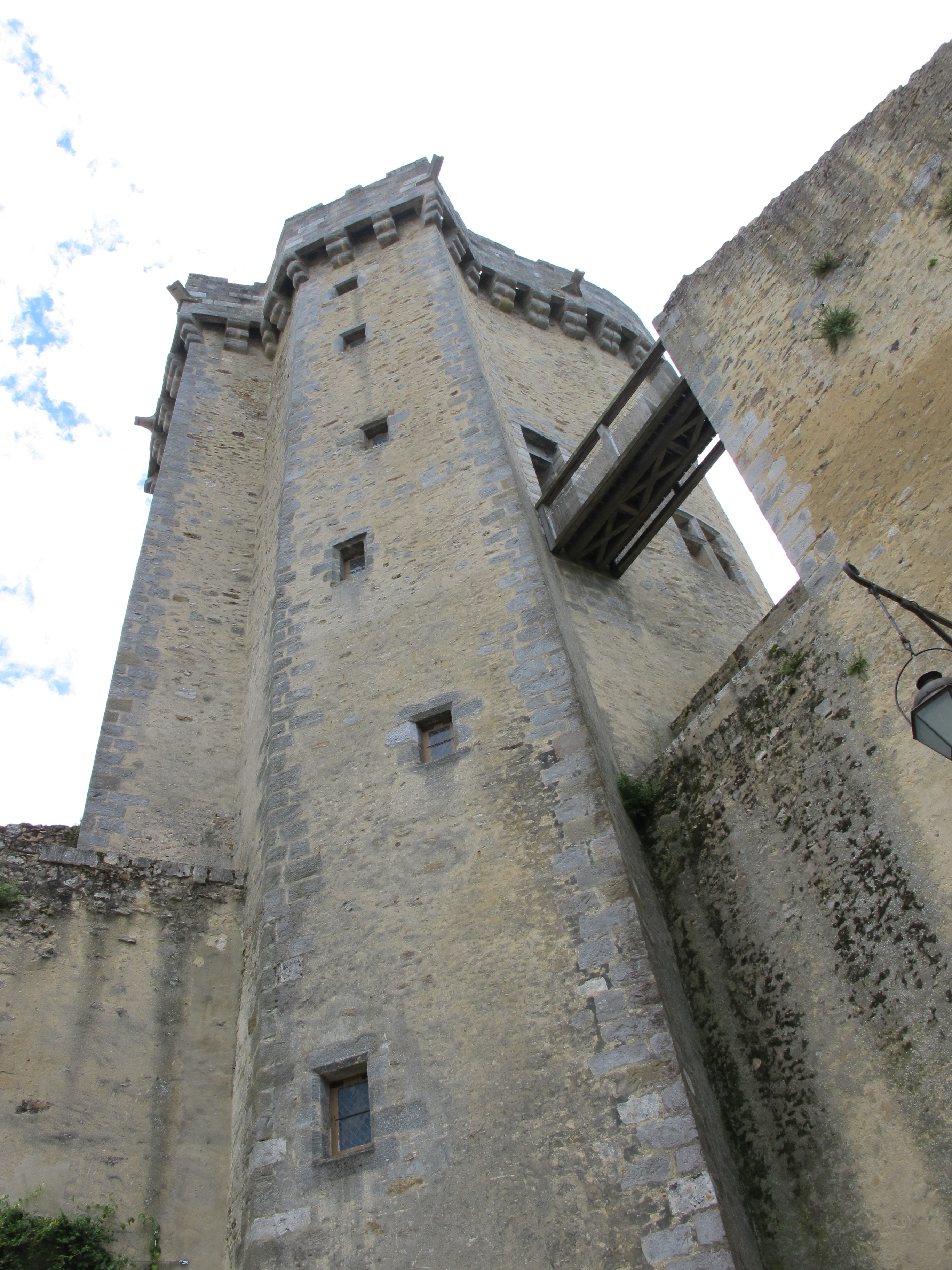
Donjon, 2015.
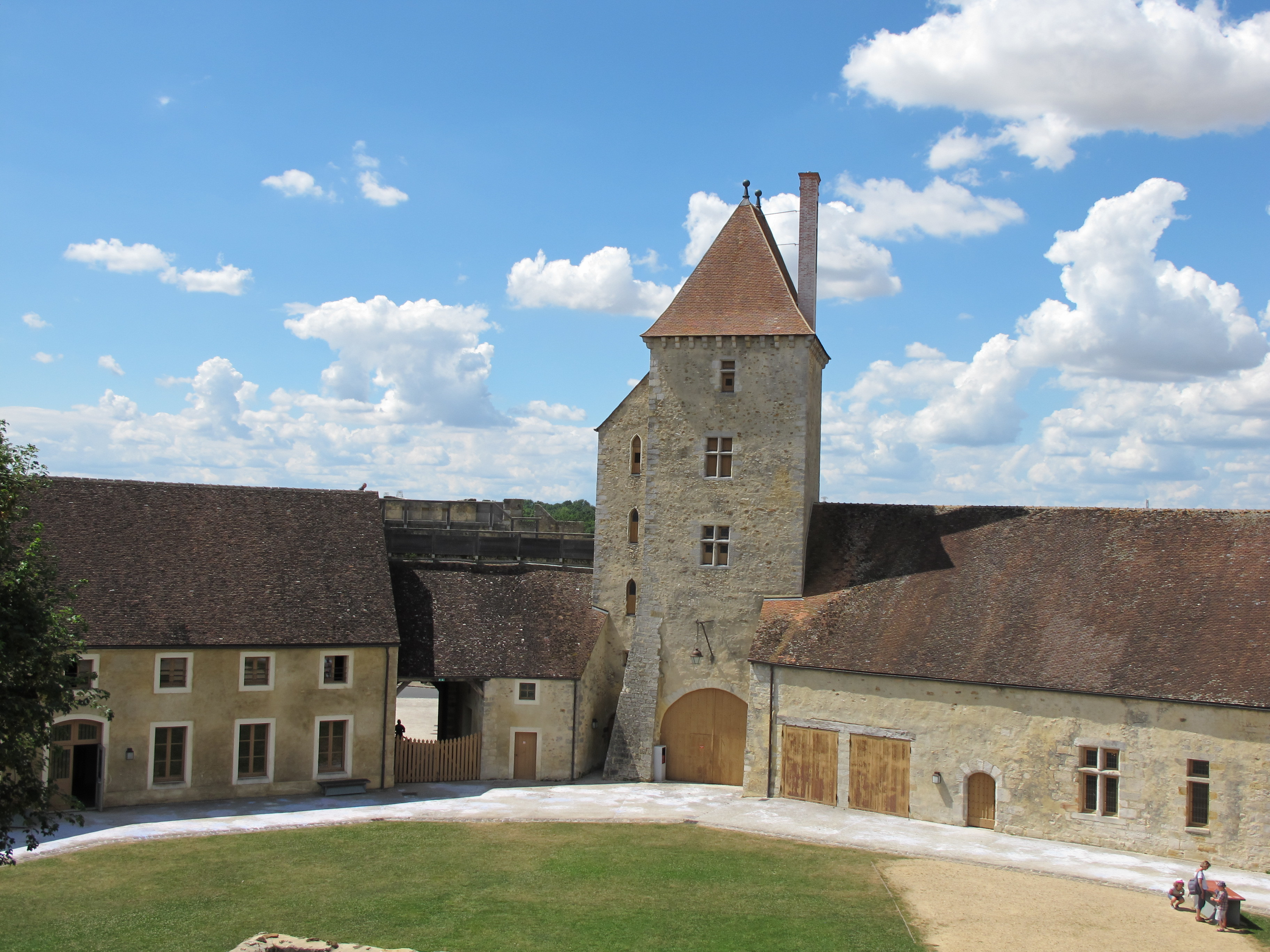
Intérieur du château, 2015.
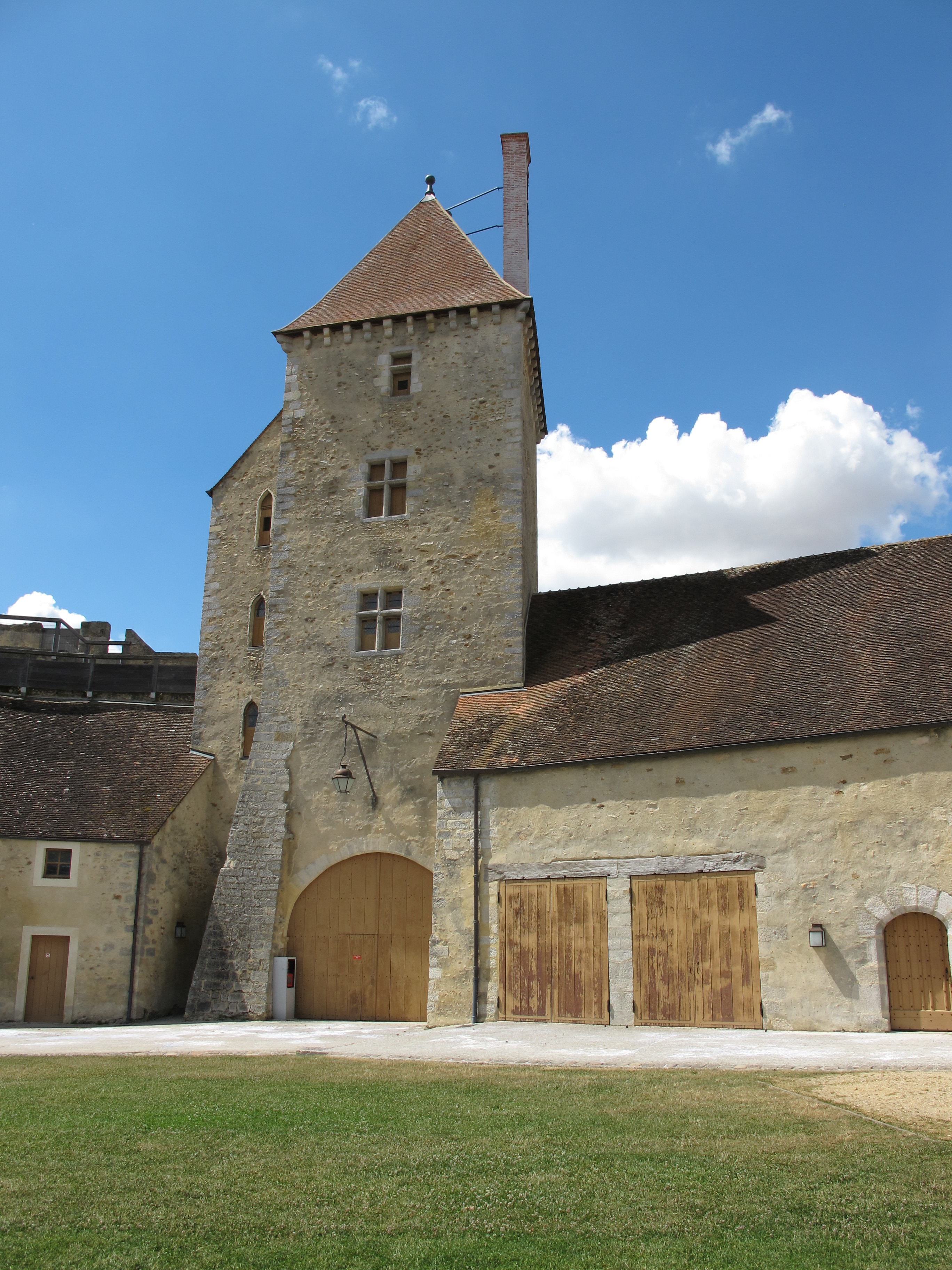
Intérieur du château de Blandy-Les-Tours, 2016.
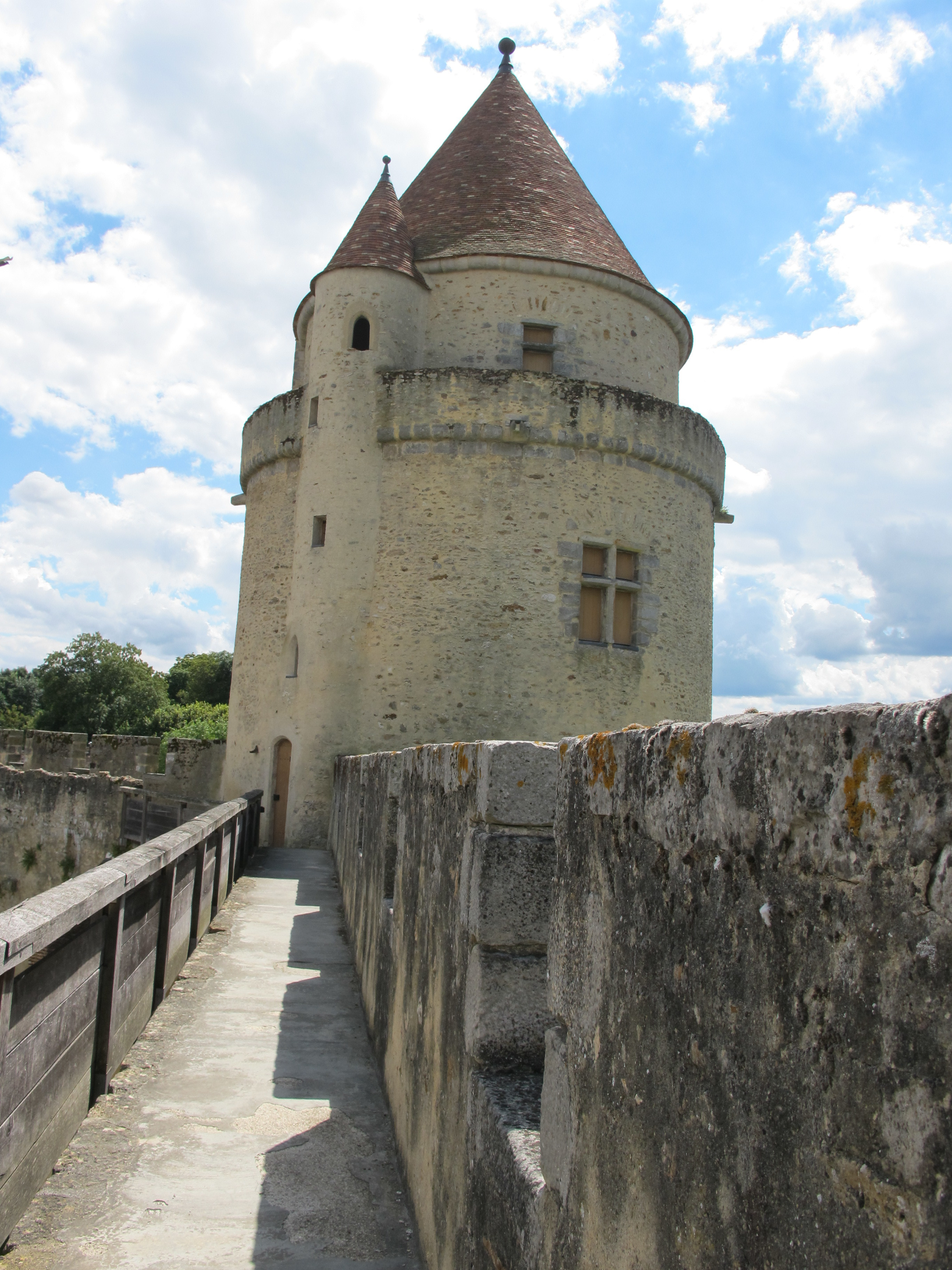
Tour des Gardes.
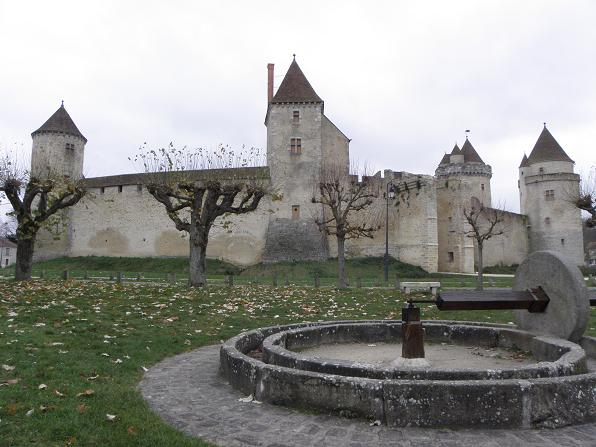
1er plan (de gauche à droite) : tour d'angle, tour rectangulaire, porte et tour des gardes. Arrière plan : grosse tour.
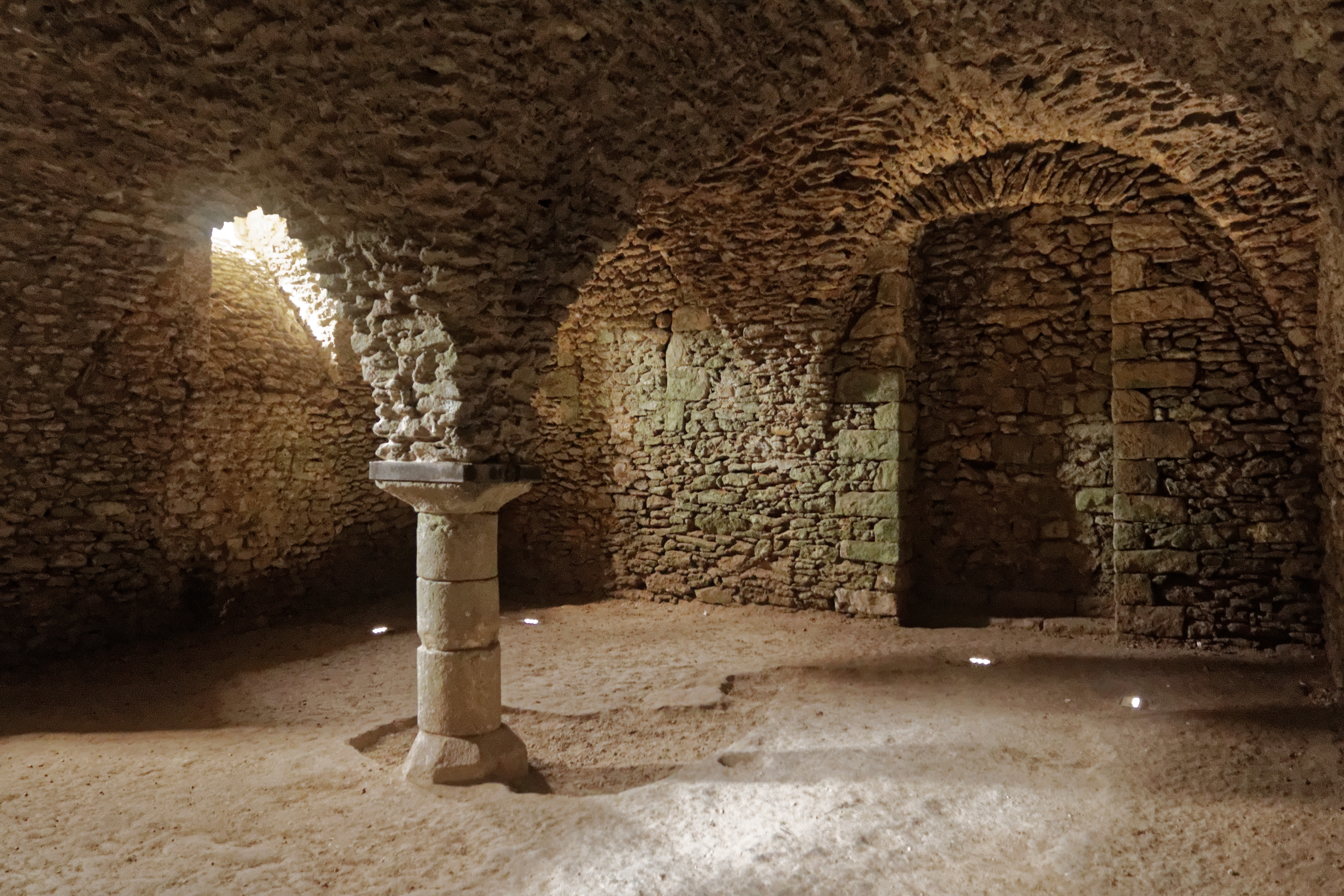
Cellier, 2017.
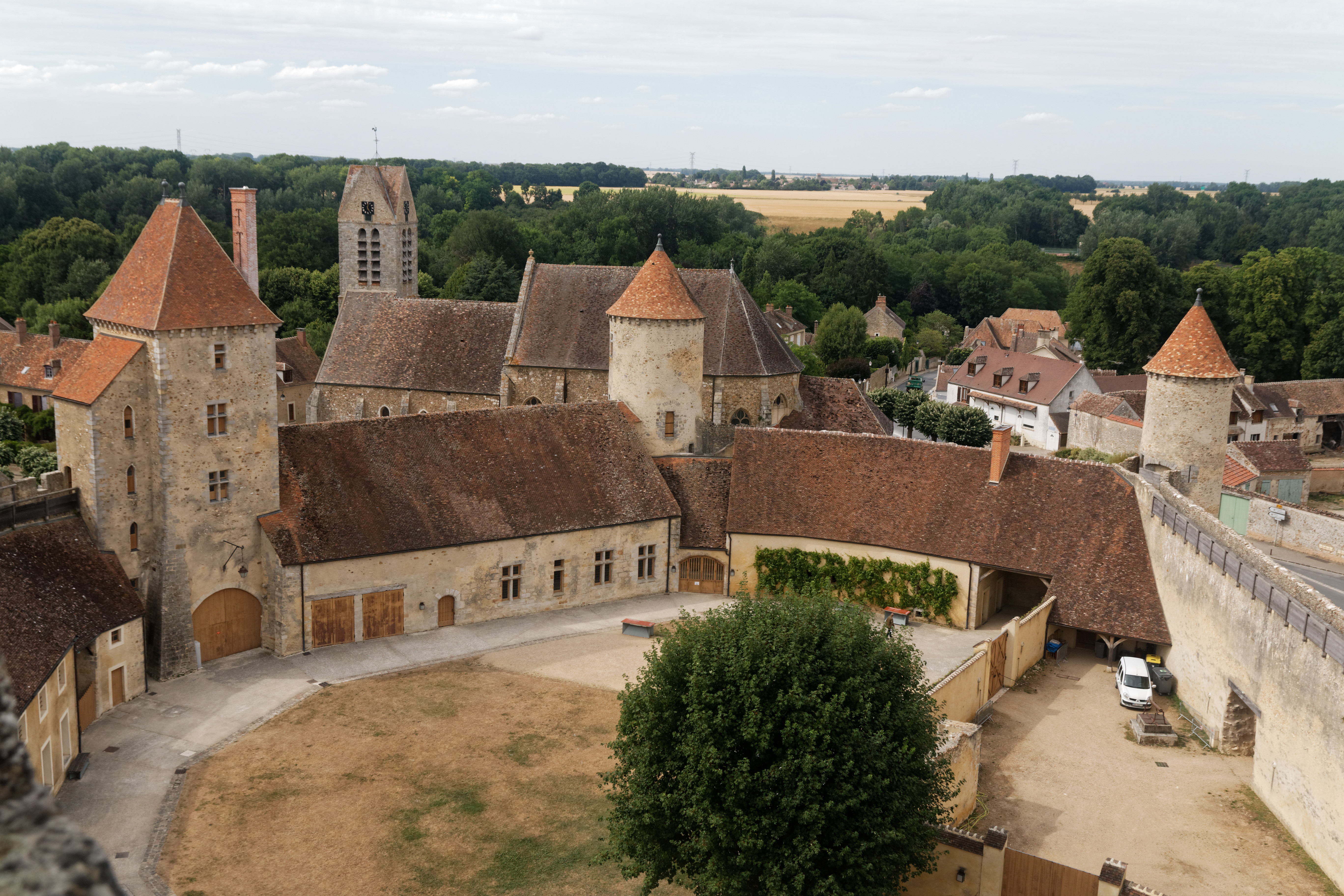
Cour, 2017.
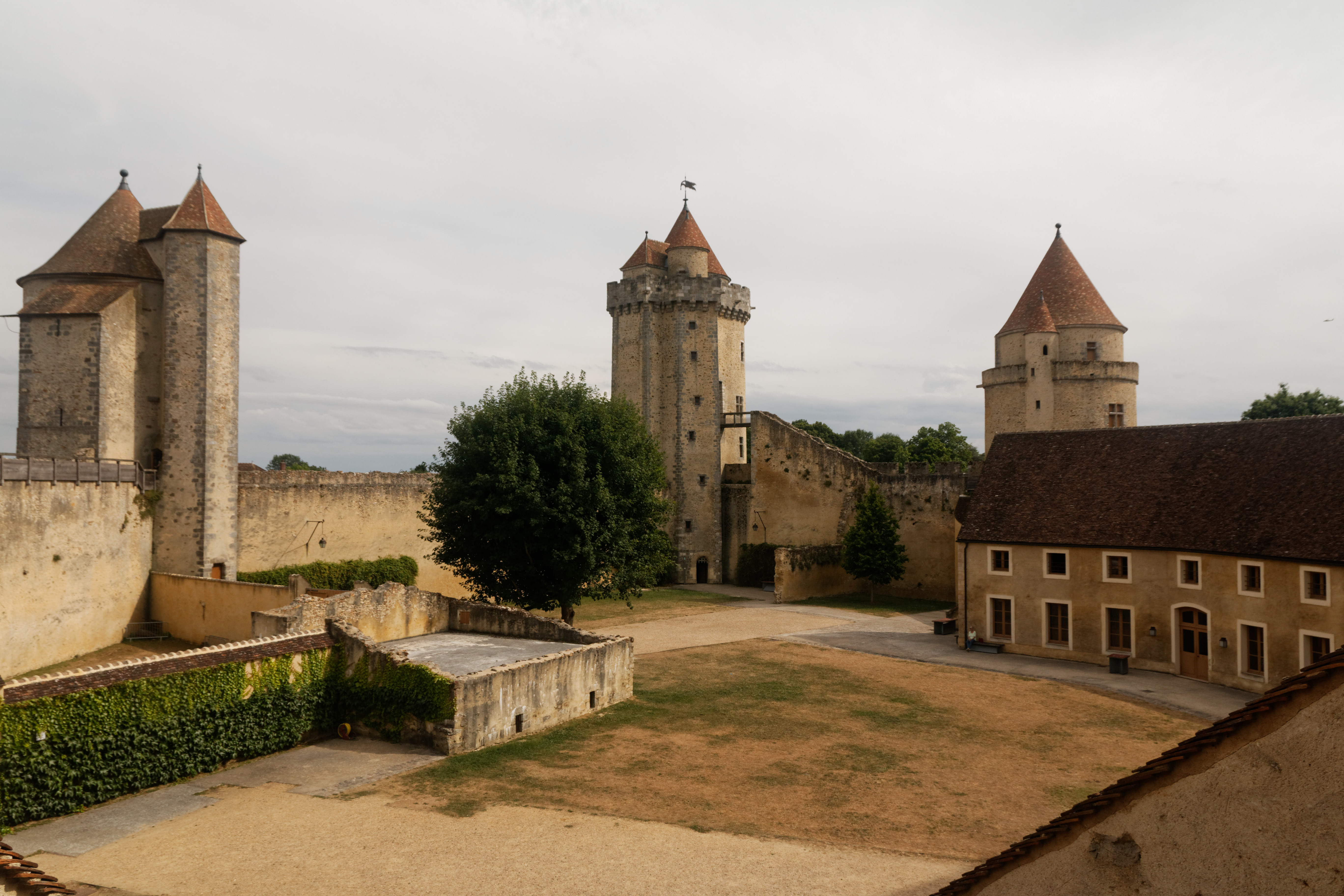
Vue de la cour, 2017.
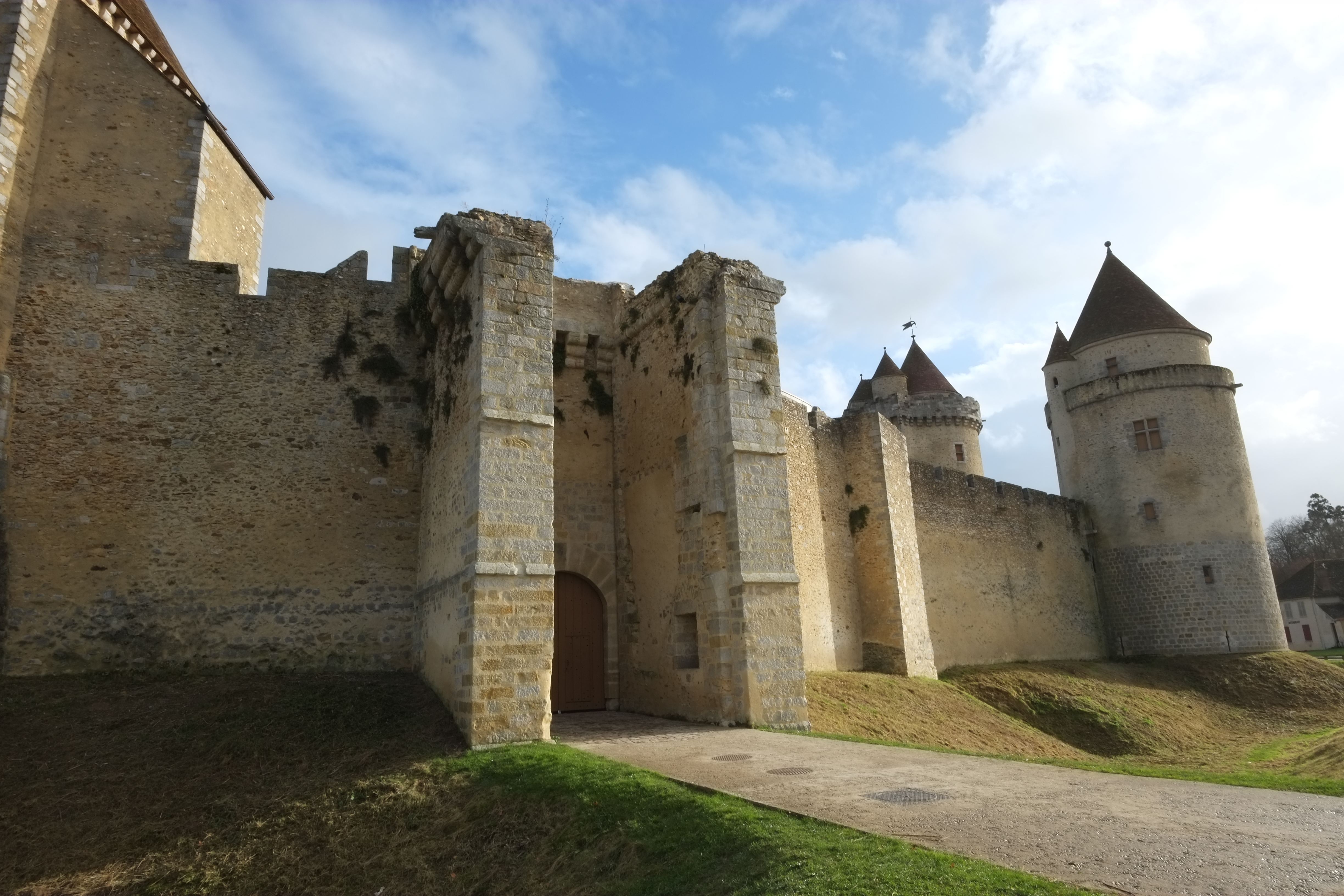
Entrée principale et mur médiéval.